# Beaufort West
Beaufort West – miasto, zamieszkane przez ok. 34 085 ludzi, w Republice Południowej Afryki, w Prowincji Przylądkowej Zachodniej.

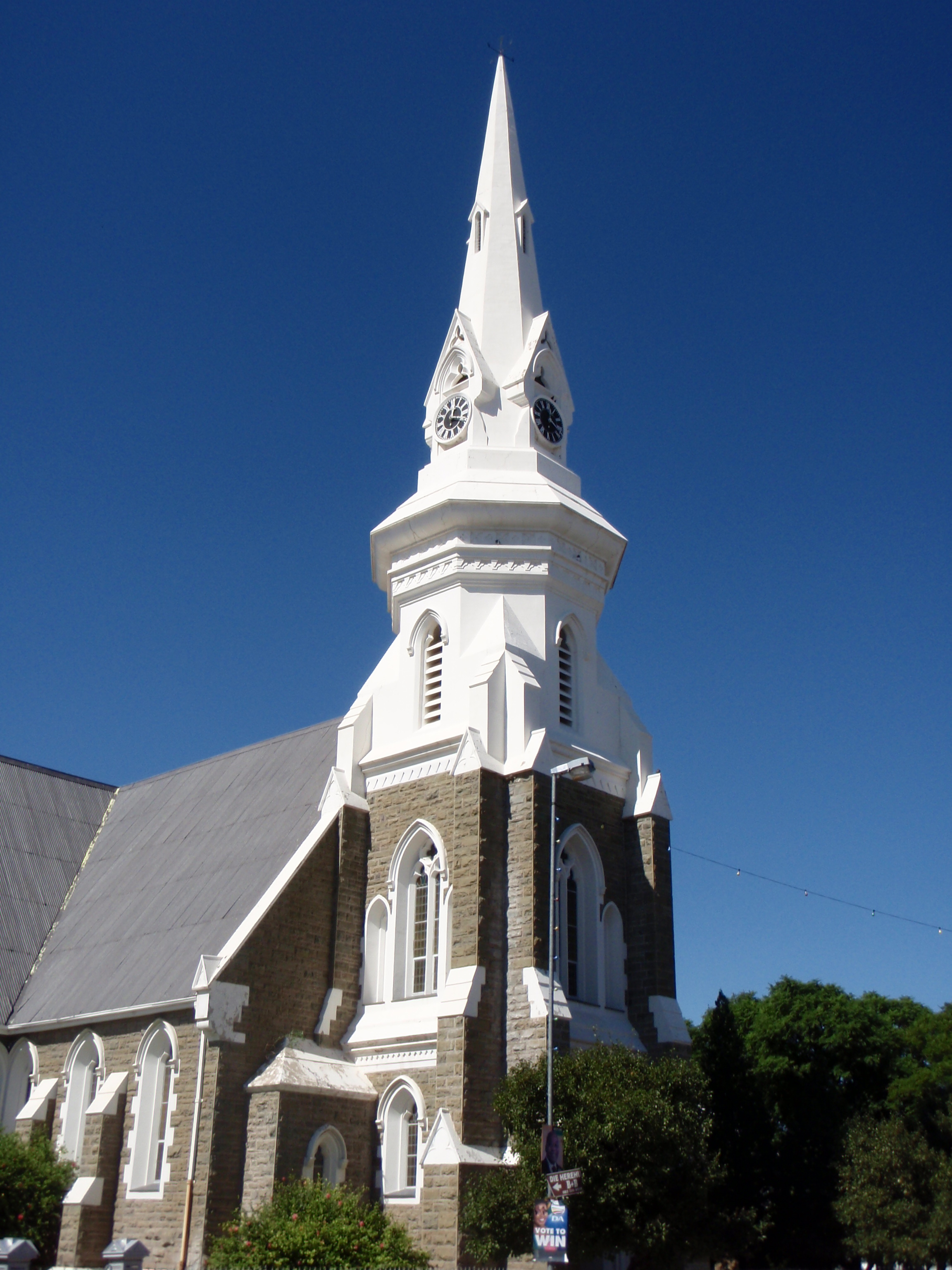
Neogotycki kościół holendersko-reformowany

Miasto założono w roku 1818 i nazwano Beaufort na cześć Henriego Somerset, 5. księcia Beaufort, ojca ówczesnego gubernatora Kolonii Przylądkowej, Charlesa Somerset. W roku 1869 zmieniono jego nazwę na Beaufort West by nie było mylone z miastem Fort Beaufort, w Prowincji Przylądkowej Wschodniej.
Centrum administracyjne gminy Beaufort West.
Miasto jest głównym ośrodkiem rolniczego regionu, zajmującego się głównie hodowlą owiec. W pobliżu miasta położony jest park narodowy Karru.
W mieście urodził się Christiaan Barnard, który jako pierwszy dokonał udanego przeszczepu serca.